# Passer shelleyi
El gorrión de Shelley (Passer shelleyi), también conocido como el gorrión rufo de Shelley o el gorrión rufo blanco del Nilo, es un gorrión encontrado en Sudán del Sur, Etiopía, Uganda y Kenia. Se considera a menudo una subespecie del gorrión de Kenia, que a su vez se considera una subespecie del gorrión grande. Esta especie se nombra así en honor del geólogo y ornitólogo inglés George Ernest Shelley.